# Bharat Nalluri
Bharat Nalluri (* 1965 in Guntur) ist ein britisch-indischer Film- und Fernsehregisseur. Er wurde bekannt mit Filmen wie The Crow III – Tödliche Erlösung und Charles Dickens: Der Mann, der Weihnachten erfand.

## Leben
Bharat Nalluri wurde in Guntur, im indischen Bundesstaat von Andhra Pradesh geboren und wuchs im englischen Newcastle upon Tyne auf, da seine Familie von Indien nach England umzog. Hier besuchte er die Eastcliffe Grammar School und später die Royal Grammar School. In dieser Zeit hatte er die Gelegenheit, seine Sprachbegabung weiterzuentwickeln und sang einige Jahre in einer Band namens The Money Spiders.
Sein Debüt als Regisseur hatte Nalluri 1994 mit dem Fernsehfilm Driven. Zwischen den 1990er und 2000er Jahren arbeitete er an einer langen Reihe von Horrorfilmen, darunter Killing Time und The Crow III – Tödliche Erlösung. Es folgten Thrillerserien wie Spooks – Im Visier des MI5 und Hustle – Die Herren des Betrugs, für die er zwei prestigeträchtige Nominierungen erhielt.
2006 führte er Regie in dem zweiteiligen Fernsehfilm Tsunami – Die Killerwelle, der auf wahren Begebenheiten der Tragödie von 2004 basiert und eine Emmy-Nominierung nach sich zog. Es folgten weitere Filme wie Miss Pettigrews großer Tag, Spooks – das höchste Gut und Charles Dickens: Der Mann, der Weihnachten erfand.

## Filmografie (Auswahl)
- 1994: New Voices (2 Folgen)
- 1997: Downtime
- 1998: Killing Time
- 2000: The Crow III – Tödliche Erlösung (The Crow: Salvation)
- 2001: Shockers (Fernsehserie, 1 Folge)
- 2004: Hustle – Unehrlich währt am längsten (Hustle, Fernsehserie)
- 2006: Life on Mars: Gefangen in den 70ern (Life on Mars, Fernsehserie)
- 2006: Tsunami – Die Killerwelle (Tsunami: The Aftermath)
- 2008: Miss Pettigrews großer Tag (Miss Pettigrew Lives for a Day)
- 2015: Spooks – Im Visier des MI5 – Spooks – Verräter in den eigenen Reihen (Spooks, Fernsehserie)
- 2017: Charles Dickens: Der Mann, der Weihnachten erfand (The Man Who Invented Christmas)
- 2020: Professionals